# Artificier

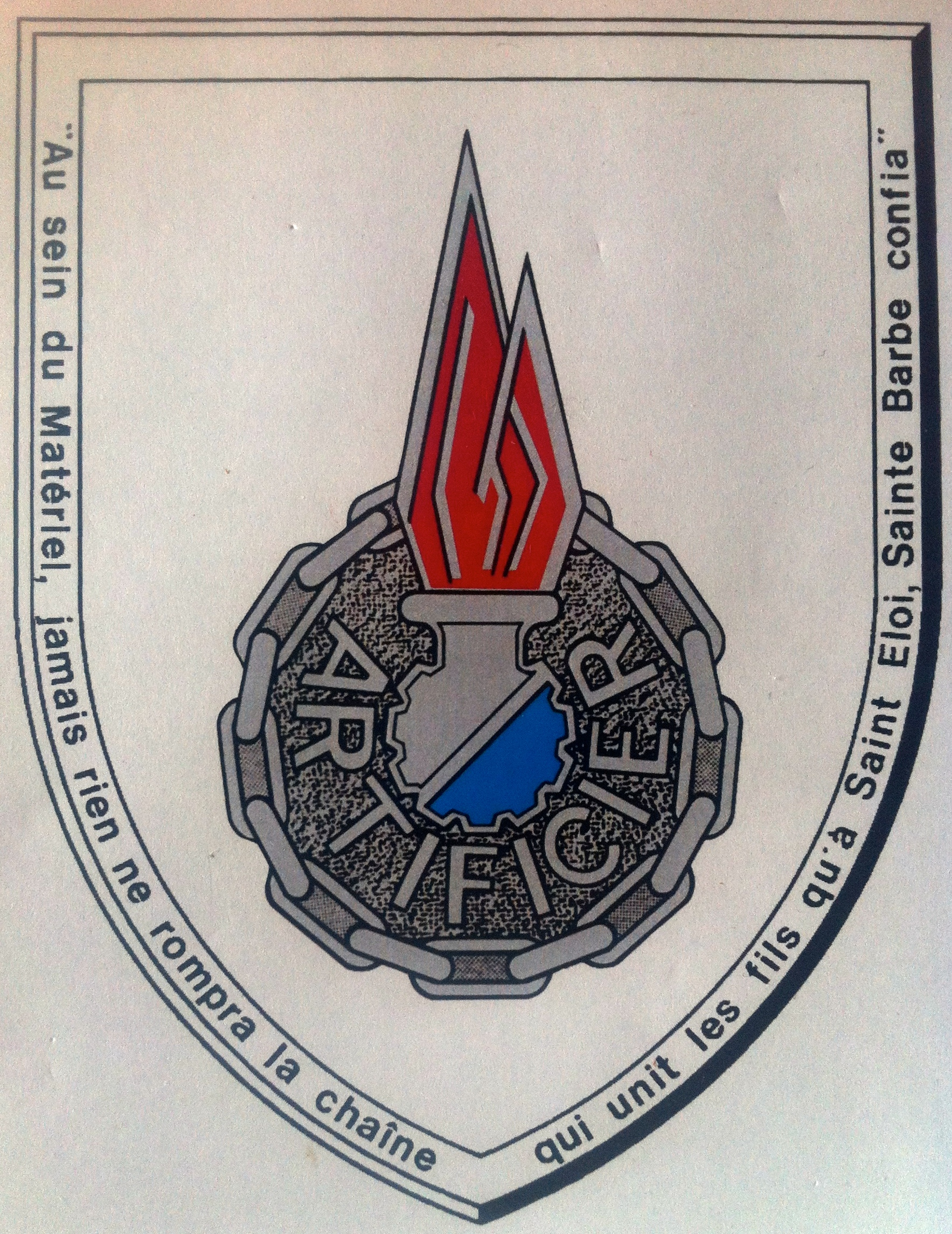
Insigne de traditions des artificiers de l'amicale.

Le terme artificier est utilisé pour parler de plusieurs métiers différents mais ayant une base commune, la manipulation des poudres et explosifs.

## Domaine civil
- Un artificier est un spécialiste chargé de la préparation et du tir d'un feu d'artifice, Il est aussi appelé  pyrotechnicien. Il les conçoit, les prépare et les tire. L'artificier est donc le maitre d’œuvre d'un spectacle de feux d'artifice[1].
- Un artificier est un pisteur-secouriste chargé de déclencher préventivement des avalanches à l'aide d'explosifs. Il travaille à sécuriser les flancs de montagne principalement prés et pour les stations de ski[2].

## Domaine militaire
- Un artificier, dans l’armée française, est la personne qui délivre aux unités les munitions afin que celles-ci accomplissent leurs missions. Il peut suivant les qualifications fabriquer ou monter certaines munitions qui nécessitent une expertise fine (bombes d'avion, obus...). Il est aussi le spécialiste qui en évalue la qualité, effectue des tests sur des échantillons pour vérifier la qualité des lots de munitions, il détruit les munitions arrivant en fin de vie ou qui sont instables. De plus, il stocke et conditionne les munitions dans les dépôts du Service interarmées des munitions et les dépôts de théâtre sur les territoires d'opérations d'extérieur[3],[4].